# Щеніїв
Щені́їв (колишня назва Щегняєв) — село в Україні, у Високівській сільській територіальній громаді Житомирського району Житомирської області.

## Історія
Згідно з легендою, на місці сучасного Щенієва стояло три населені пункти: сам Щеніїв, Нараївка і Саки. Найстарішим поселення напевно була Нараївка. Назва його пішла від того, що тут поселились арії — орачі — сонцепоклонники (Іванченко М. «Прадавня Україна»).
Сонцепоклонники селились в багатьох місцях: є село Нараївка Гайсинського району, Вінницької області, село Нараївка Емільчинського району, Житомирської області, с. Нараївка Славутського району, Хмельницької області, с. Нараївка, Дубнівського району, Рівненської області, як бачимо таких поселень лишилось дотепер ще багато.
Друге поселення — це Саки. Його також побудували прибульці з країни Саків, яка була десь на півдні (про це говорить також М.Іванченко в своїй роботі «Прадавня Україна», журнал «Український засів», № 2 за 1995 рік, ст. 72-82). Але в газеті «Сільські вісті», № 89, за 29 липня 1999 року, (це вже в наші дні) згадується Сакський район в Кримській Автономній Республіці, куди входить 52 села .
Сам Щеніїв виник в період виникнення маси сіл, назви яких закінчувались на «іїв». Київ — місто, чи як тоді називали город Кия, Мліїв — місто Млія, Щеніїв — місто Щеня. Це був період розвитку Трипільської культури. Досі на північ від села видніються високі кургани — могильники. Біля них знайдено залишки залізоплавильних шлаків. Це говорить про те, що в цих місцях люди плавили залізо. Але в основному тут жили люди, які займались землеробством. Земля цьому сприяла.
Найбільшим із трьох поселень був Щеніїв. А тому на початку XIX століття три поселення злилися в одне. І назва Щеніїв стала загальною. А Саки і Нараївка лишилися кутками.

### XIV століття
На початку XIV століття наша територія була завойована литовським князем Гедиміном, а потім відійшла до Польщі, в Черняхівському музеї зберігається хрест, який стояв на кладовищі в центрі села Щеніїв. До відома читачів цієї історії: в селі досі збереглися три кладовища. На цьому хресті вибита дата — «1337». Це свідчить про те, що хрест був зроблений близько 700 років тому. Уже в той час майстер, який його робив був грамотний, коли міг поставити дату смерті литовського військового. А ще він був європейцем, про що свідчить дата — за староукраїнським літочисленням дата була б зовсім іншою.
Після появи в цих краях польських панів Щеніїв почав належати панам Якубовським, які не тільки володіли Щенієвом, але й почали зазіхати на навколишні села. А за Забріддя навіть судились. Коли селянам були присвоєні прізвища, в Щенієві переважали горді козацькі прізвища — Галагузи, Гавренчуки, Дейчуки, Кульбіди, Мальчуки, Поліщуки, Чупири, Шевчуки, Клименчуки, Огійчуки, Дем'янчуки. Але в XV столітті це були кріпаки пана Якубовського. Потім почали з'являтися прізвища польського звучання: Соколовські, Гумовські, Радомські, Гурківські, Дідківські, Крижанівські.
У селі в XIX столітті було побудовано церкву, яка в 1930-ті роки була перебудована на клуб.
В 1913 році в селі було відкрите початкове сільське училище, в якому два вчителі навчало 35 учнів. З створенням Черняхівського району в селі Щенієві було створено сільську Раду, в 1931 році. Головою сільської Ради була жінка — Мазурчук.
В процесі колективізації в селі Щеніїв було організовано колгосп «Нове життя». Першим головою було обрано Бражевського. В 1950 році Щеніївський колгосп було об'єднано з Забрідським і він працював до 1991 року.
Жителі села Щеніїв брали активну участь у Німецько-радянській війні. Уродженець Щенієва Поліщук Йосип Митрофанович в боях за Дніпро удостоєний звання Героя Радянського Союзу. Учасник війни, офіцер — Клименчук Федір Кіндратович вже в мирний час, працюючи заступником голови Забрідського колгоспу, нагороджений ордером Леніна.
Воїнам з села, що загинули під час війни, в селі поставлено пам'ятник і обеліск.

## Галерея

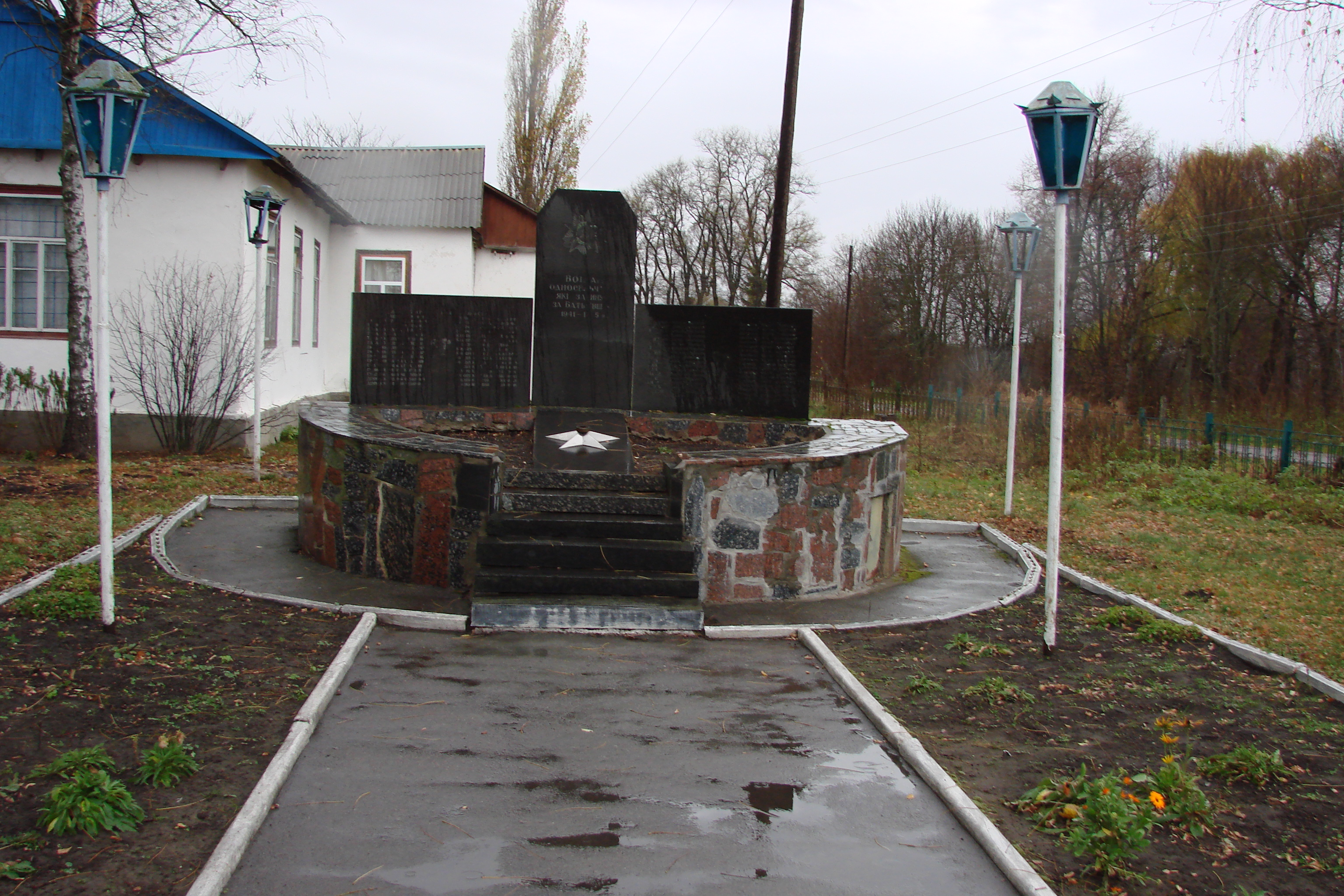
Пам'ятник воїнам-односельчанам
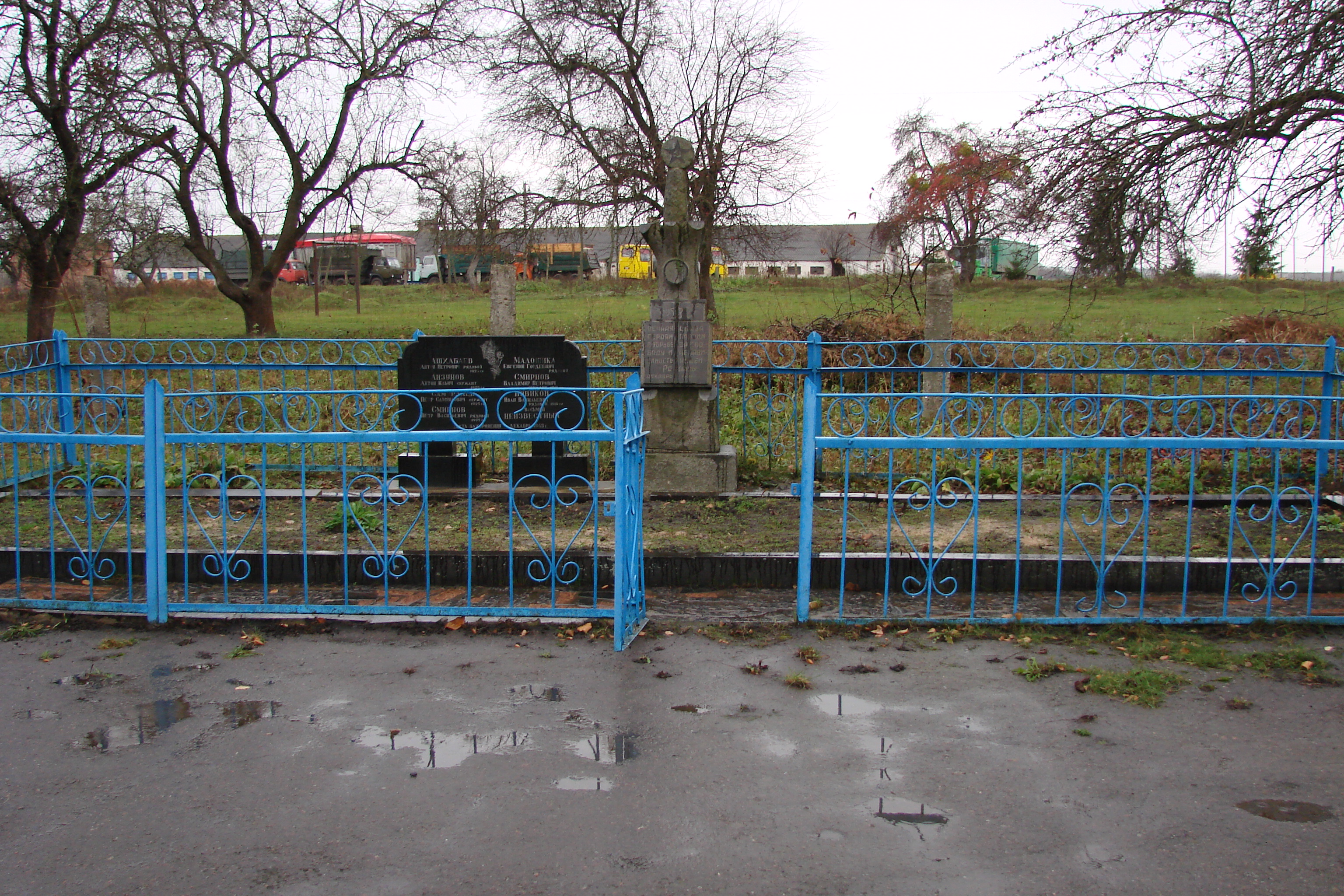
Братська могила радянських воїнів